# Moorhead (Minnesota)
Moorhead, gesticht in 1871, is een stad (city) in het westen van de Amerikaanse staat Minnesota, en is de bestuurszetel van Clay County.

## Demografie
Bij de volkstelling in 2000 werd het aantal inwoners vastgesteld op 32.177. In 2006 is het aantal inwoners door het United States Census Bureau geschat op 34.749, een stijging van 2572 (8,0%).

## Geografie
Moorhead ligt aan de Red River of the North, tegenover Fargo (North Dakota). Samen met Fargo en enkele andere plaatsen vormt Moorhead het grootstedelijk gebied Fargo-Moorhead.
Volgens het United States Census Bureau beslaat de plaats een oppervlakte van 34,8 km², geheel bestaande uit land.

## Plaatsen in de nabije omgeving
De onderstaande figuur toont nabijgelegen plaatsen in een straal van 12 km rond Moorhead.

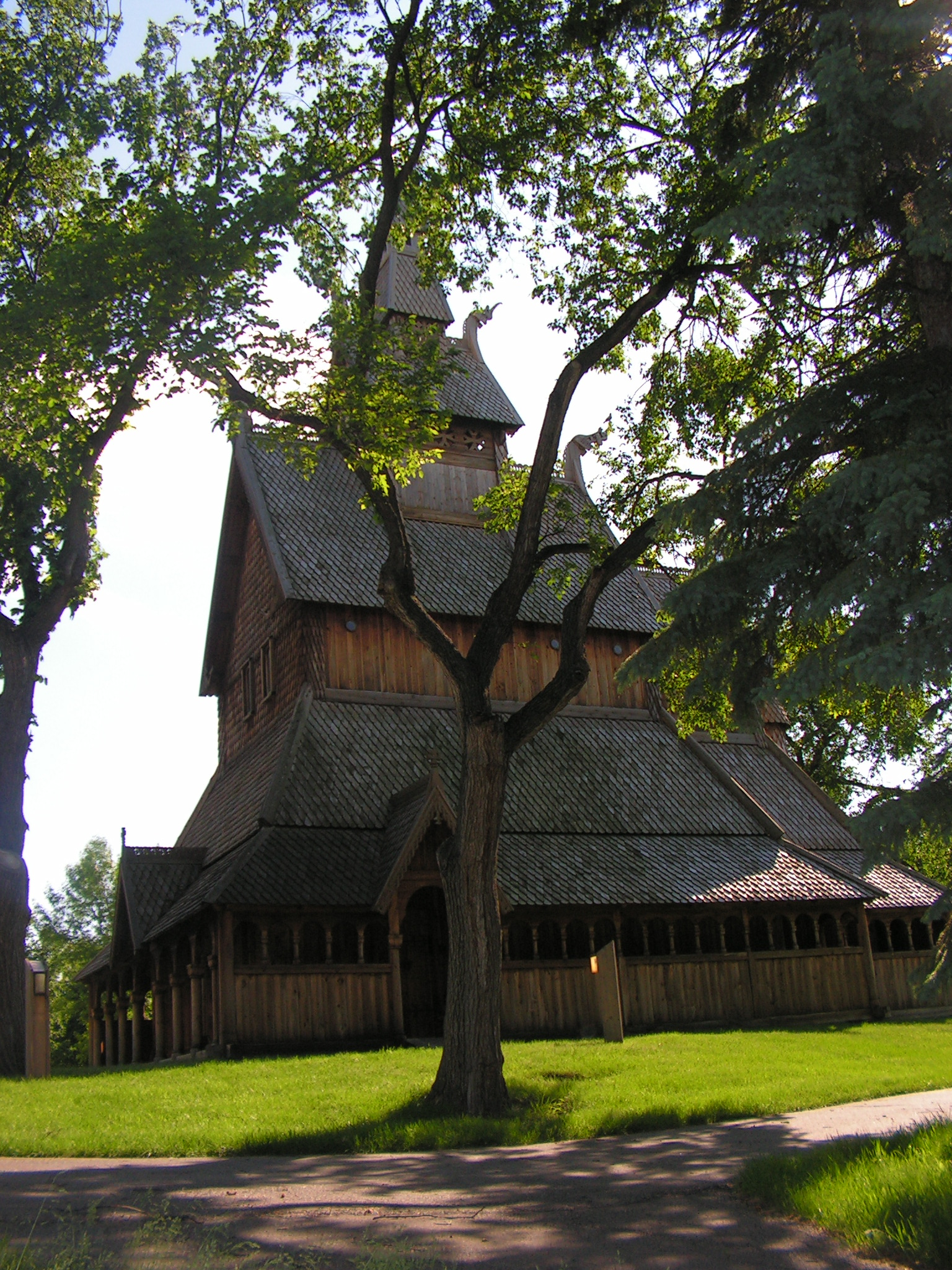
Replica van een oude Noorse kerk in het Hjemkomst Center